# Vietnamesiske uafhængighedserklæring
Vietnamesiske uafhængighedserklæring  (vietnamesisk: Tuyên ngôn độc lập Việt Nam Dân chủ Cộng hòa) blev skrevet af Hồ Chí Minh og annonceret offentligt på Ba Đình i Hanoi den 2. september 1945. Det førte til Vietnams uafhængighed.
Da Japan besatte Vietnam under anden verdenskrig, fik franskmændene lov til at forblive og udøve en vis indflydelse. Ved krigens ende i august 1945 blev der skabt et magtvakuum i Vietnam. Ved at udnytte dette lancerede Việt Minh "Augustrevolutionen" over hele landet for at beslaglægge kontorer. Kejser Bảo Đại abdicerede den 25. august 1945 og sluttede Nguyễn-dynastiet. Den 2. september 1945 erklærede Ho Chi Minh, leder af Viet Minh, Vietnams uafhængighed under det nye navn i Den Demokratiske Republik Vietnam (DRVN) i en tale, hvor han påberåbte sig USA's uafhængighedserklæring og den franske revolutions Erklæring om menneskets og borgerens rettigheder.
Vietnam blev en koloni af Frankrig i slutningen af det 19. århundrede, men i anden verdenskrig besatte Japan Vietnam. I løbet af denne periode bekæmpede Viet Minh en guerillakrig mod japanerne og var i en grad støttet af amerikanerne i 1945 via Office of Strategic Services.